# 卡奇卡里夫卡 (別里斯拉夫區)
47°5′50″N 33°44′36″E / 47.09722°N 33.74333°E
卡奇卡里夫卡（烏克蘭語：Качкарівка）是位於烏克蘭南部的村莊，由赫爾松州別里斯拉夫區的梅洛韋市鎮負責管轄。該村始建於1794年，面積148平方公里，海拔高度80米，2001年人口2,004，人口密度每平方公里13.5人。